# Jasenik (Šandrovac)
Jasenik is een plaats in de gemeente Šandrovac in de Kroatische provincie Bjelovar-Bilogora. De plaats telt 91 inwoners (2001).